# Dai Qing

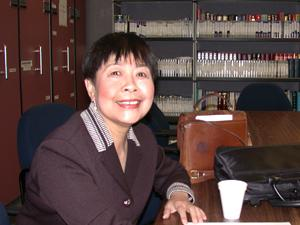
Dai Qing

Dai Qing  (Dài Qíng en pinyin, 戴晴 en chino, Chongqing, agosto de 1941) escritora, periodista y militante china muy crítica con algunas políticas de su país, el cambio climático y otros impactos del ser humano en la Tierra.

## Carrera
Fue adoptada por un amigo de su padre, Ye Jianying, figura clave en el Ejército Popular de Liberación, ya que su padre era un intelectual miembro del partido comunista chino, asesinado por los japoneses en 1944. 
Fue también en el ejército chino donde comenzó su carrera, diplomándose en la academia militar de Harbin (哈爾濱軍事工程學院) en 1966, donde ocupó puestos de ingeniería. Además, al haber estudiado inglés en Nankín(南京), tradujo varias obras para su hija, ya que no le gustaba la literatura infantil disponible. 
Durante la revolución cultural (entre 1966 y 1976), abandonó Pekín con su marido y aunque ya había publicado, continuó su trabajo para el ejército cubriendo el Conflicto Sino-Vietnamita y su carrera como literata comienza en 1982 con "Pan" ("盼"), su primer libro completo publicado. 
Ha recibido varias condecoraciones de universidades como Columbia o Harvard y estuvo encarcelada tras las Protestas de la Plaza de Tian'anmen de 1989.